# Euphyllia ancora
Euphyllia ancora är en korallart som beskrevs av Veron och Marcel Pichon 1979. Euphyllia ancora ingår i släktet Euphyllia och familjen Euphyllidae. IUCN kategoriserar arten globalt som sårbar. Inga underarter finns listade i Catalogue of Life.

## Bildgalleri

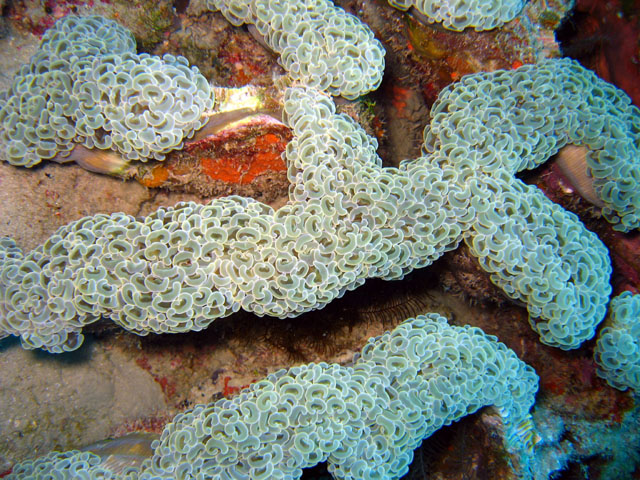
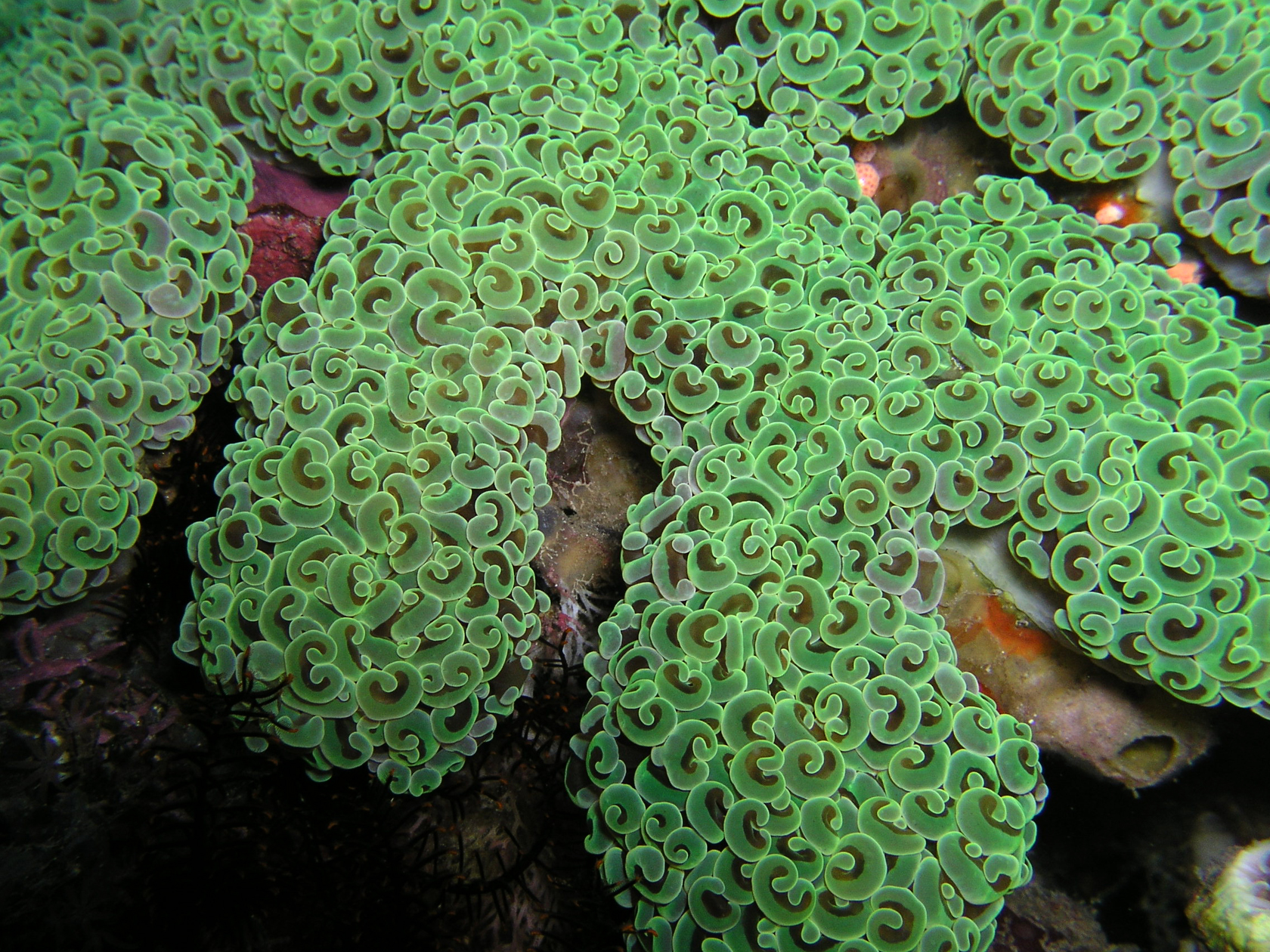
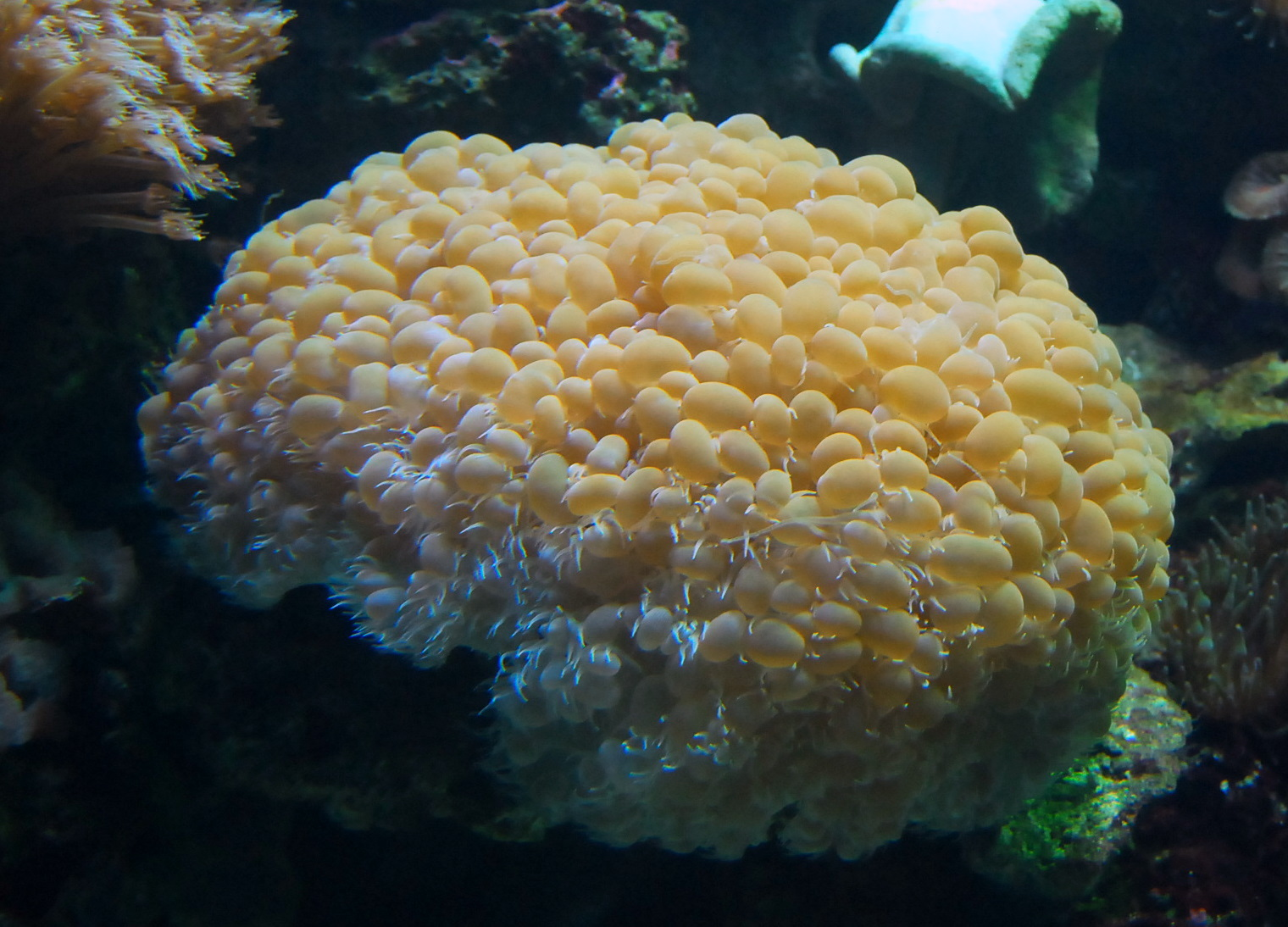
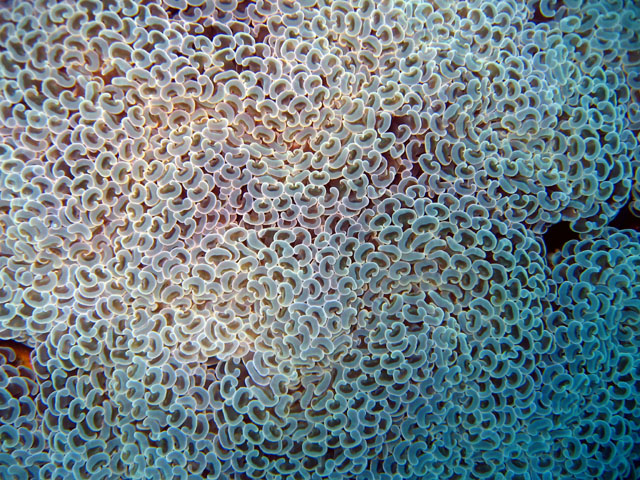
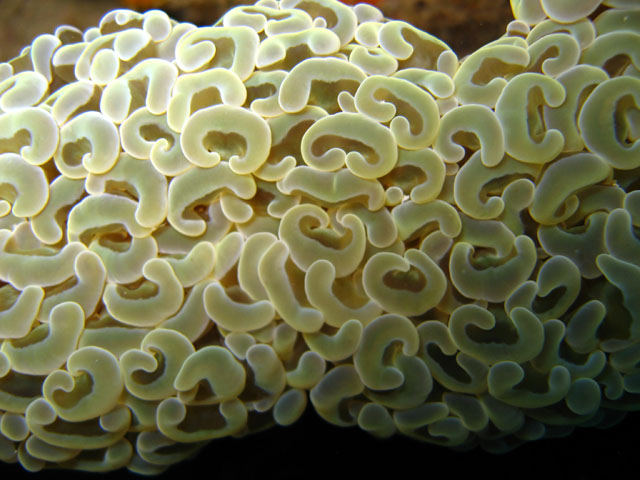
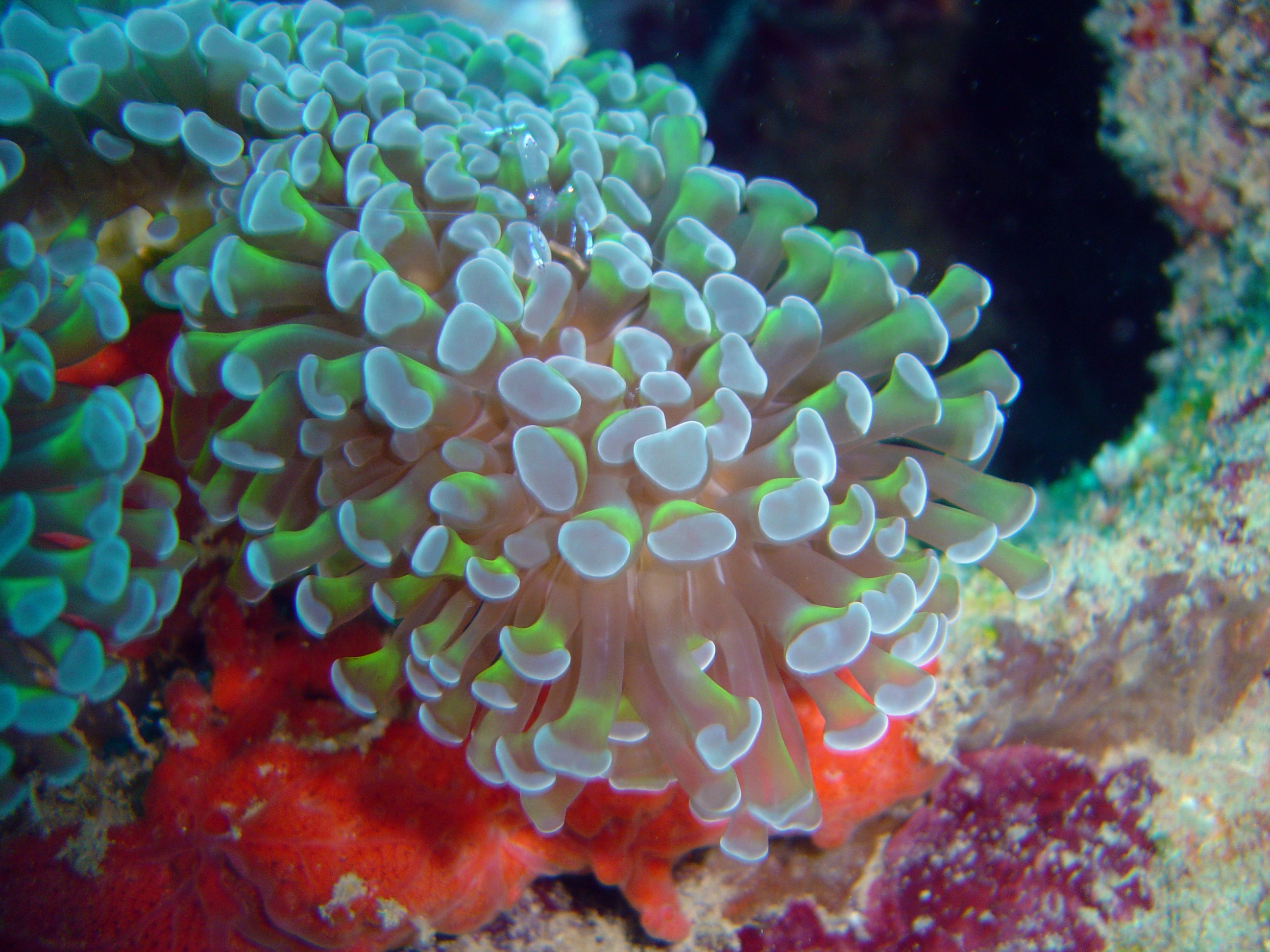